# Aspidoras menezesi
Aspidoras menezesi (Аспідорас Менезеса) — вид риб з роду Aspidoras родини Панцирні соми ряду сомоподібні.

## Опис
Загальна довжина сягає 4,2 см. Голова середньої розміру. Очі помірно великі. Особливістю є наявність ззаду на верхній частині голови великої пластинки. На верхній щелепі є 2 пари добре розвинених вусиків. Тулуб стиснутий з боків та в області черева. Тулуб з 2 рядками кісткових пластинок з кожного боку, що перекривають одна одну, нагадуючи своєрідний панцир. Спинний плавець великий з 7—8 м'якими променями. Плавальний міхур двокамерний, розташований у кістяній капсулі. Грудні і черевні плавці невеличкі. Анальний плавець короткий. Жировий плавець маленький. Хвостовий плавець широкий, дещо розрізаний.
Забарвлення бежево-сріблясте з плямами кавового кольору по всьому тілу та плавцям. Від зябрової кришки тягнеться смуга з плям до хвостової основи. Верхня частина спини темніші, іноді з мармуровим візерунком. Черево світле. Спинний плавець має чорнуваті плямочки, хвостовий — смужки з плям.

## Спосіб життя
Зустрічається у невеличких річках й струмках з повільною течією та стоячою водою. Утворює невеличкі косяки. Доволі вертка риба. Активна протягом дня. Живиться дрібними водними безхребетними.

## Розповсюдження
Мешкає у річках бразильського штату Сеара, насамперед у річці Сальгаду.